# ECC学園高等学校
ECC学園高等学校（イーシーシーがくえんこうとがっこう）とは、滋賀県高島市今津町にある私立の単位制・通信制・総合学科高等学校。

## 概要
- ECC総合教育機関により、内閣府および文部科学省から「高島市環の郷教育特区」の認定を受けた上で設置された広域通信制の高等学校であり、福井県若狭地方との県境に位置する。
- 開校1年目の2008年夏、全国高等学校クイズ選手権本選（滋賀県代表）に出場したことがある。

## 沿革
出典 : 高島市広報　たかしま 2015年3月 特集 閉校・滋賀県議会議員 清水てつじ 今津西小学校椋川分校とお別れ
前身からの流れを記す。
- 1875年 - 高島郡椋川村に椋川学校が開校する。
- 1886年 - 小学校令公布により簡易科椋川小学校となる。
- 1889年 - 町村制施行により三谷第四小学校となる。
- 1893年 - 第2次小学校令公布により椋川尋常小学校となる。
- 1908年 - 学制改革により三谷尋常高等小学校椋川分教場となる。
- 1941年 - 国民学校令公布により三谷国民学校椋川分教場となる。
- 1947年 - 6・3制教育開始により三谷村立三谷小学校椋川分校となる。
- 1955年1月1日 - 三谷村が今津町に編入されたことにより、今津町立三谷小学校椋川分校となる。
- 1975年 - 本校の改称により今津町立今津西小学校椋川分校となる。
- 1989年3月 - 椋川分校が休校となる。
- 2005年1月1日 - 今津町が合併し高島市となったことにより、高島市立今津西小学校椋川分校となる。
- 2008年3月31日 - 高島市立今津西小学校椋川分校が廃校となる。
- 2008年4月1日 - 旧椋川分校の校舎を利用してECC学園高等学校が開校する。

## 学習センター
- 大阪学習センター
- 京都学習センター
- 大阪梅田キャンパス（2025年4月開校）

## 著名な卒業生
- 小田結希（オダウエダ）